# Aloe nyeriensis
Aloe nyeriensis es una especie de planta suculenta de la familia de los aloes. Es endémica de Kenia donde crece en terrenos rocosos y en sabanas, a menudo en comunidad con las acacias en alturas de 1700 a 2100 m s. n. m. Está tratada como planta en peligro de extinción.

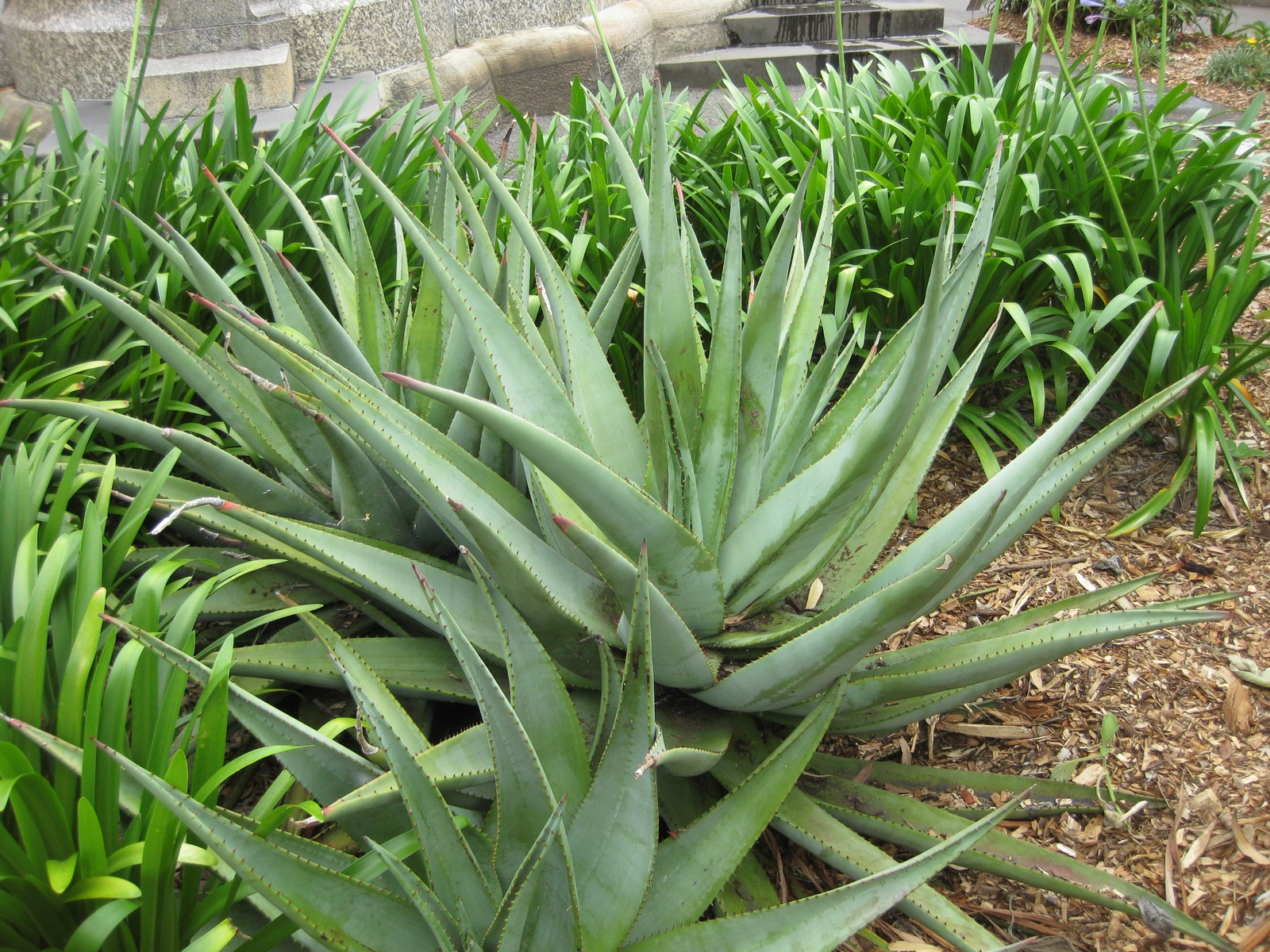
Vista de la planta

## Descripción
Es una planta suculenta con las hojas agrupadas en rosetas basales que alcanza los 1-3 metros de altura. Las hojas son estrechas,largas, carnosas y de color verde sin manchas o líneas pero con  los márgenes armados con espinos. Las flores son tubulares de color naranja-rosado agrupadas en densas cabezas florales al final de un tallo erecto que surge de la roseta.

## Taxonomía
Aloe nyeriensis fue descrita por Hugh Basil Christian & I.Verd. y publicado en  Flowering Plants of Africa 29: t. 1126, en el año 1952.
Etimología
Ver: Aloe
nyeriensis: epíteto geográfico que alude a su localización en Nyeri.
Sinonimia
- Aloe ngobitensis Reynolds[4][2]